# 第三軌条方式

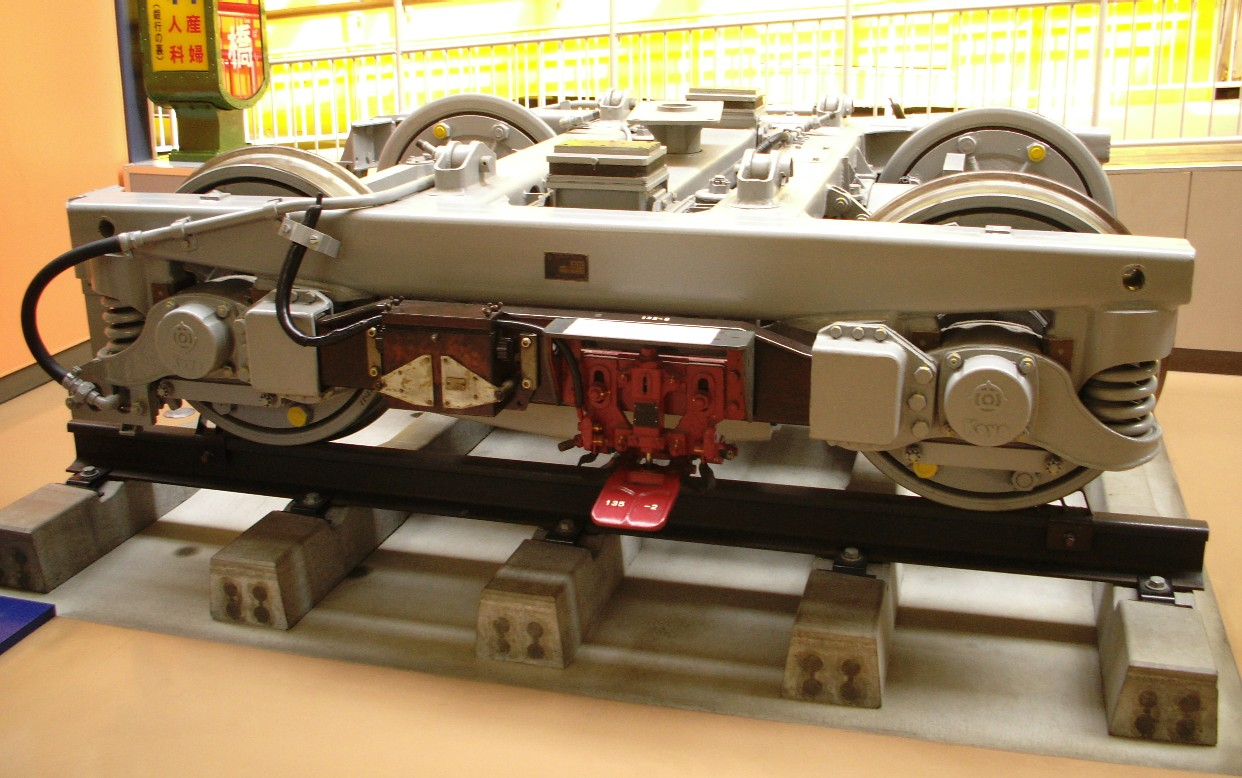
台車に取り付けられた集電靴（赤い部分、名古屋市 市電・地下鉄保存館）

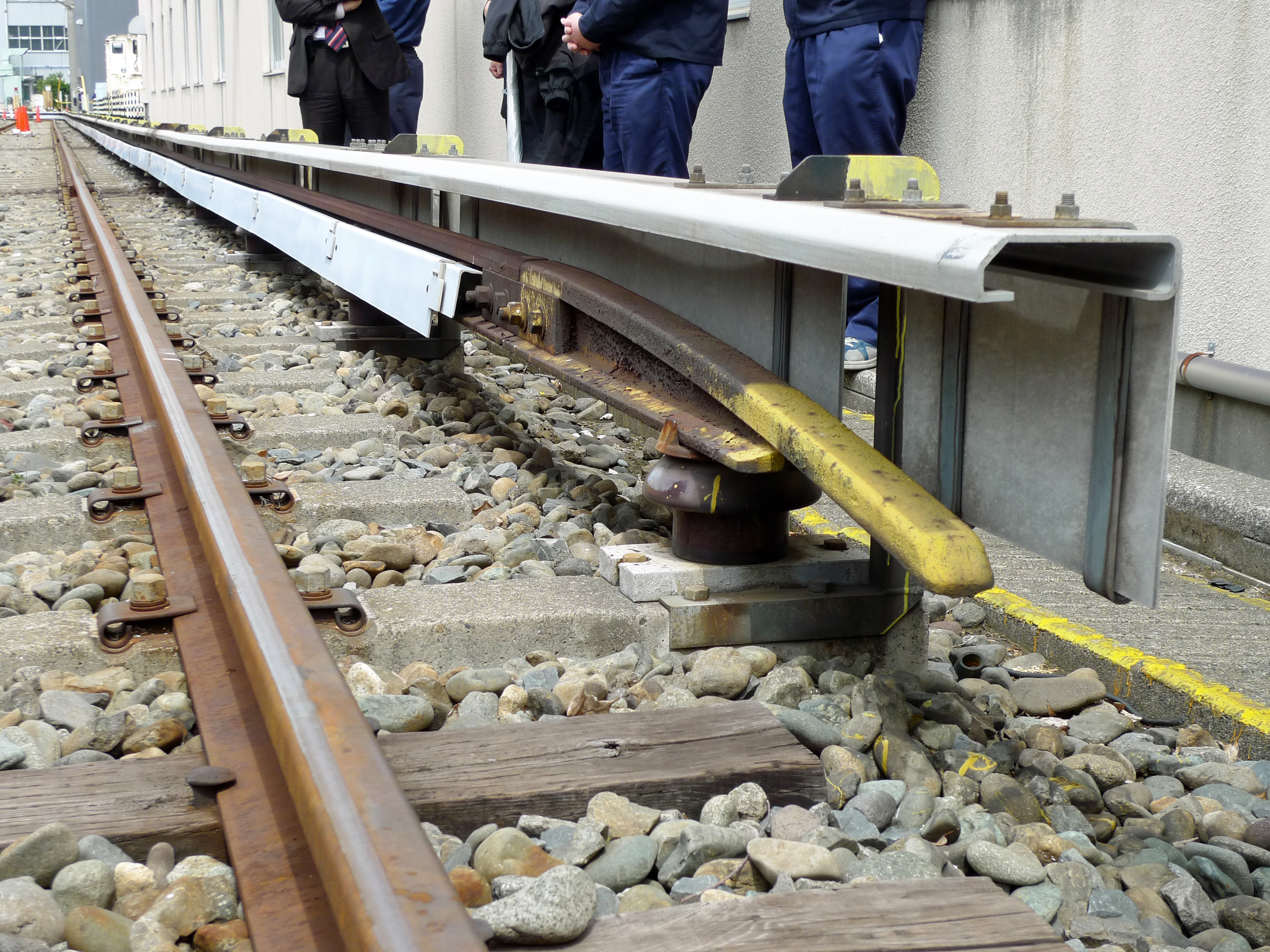
第三軌条の末端部／導入部（東京メトロ中野車両基地）

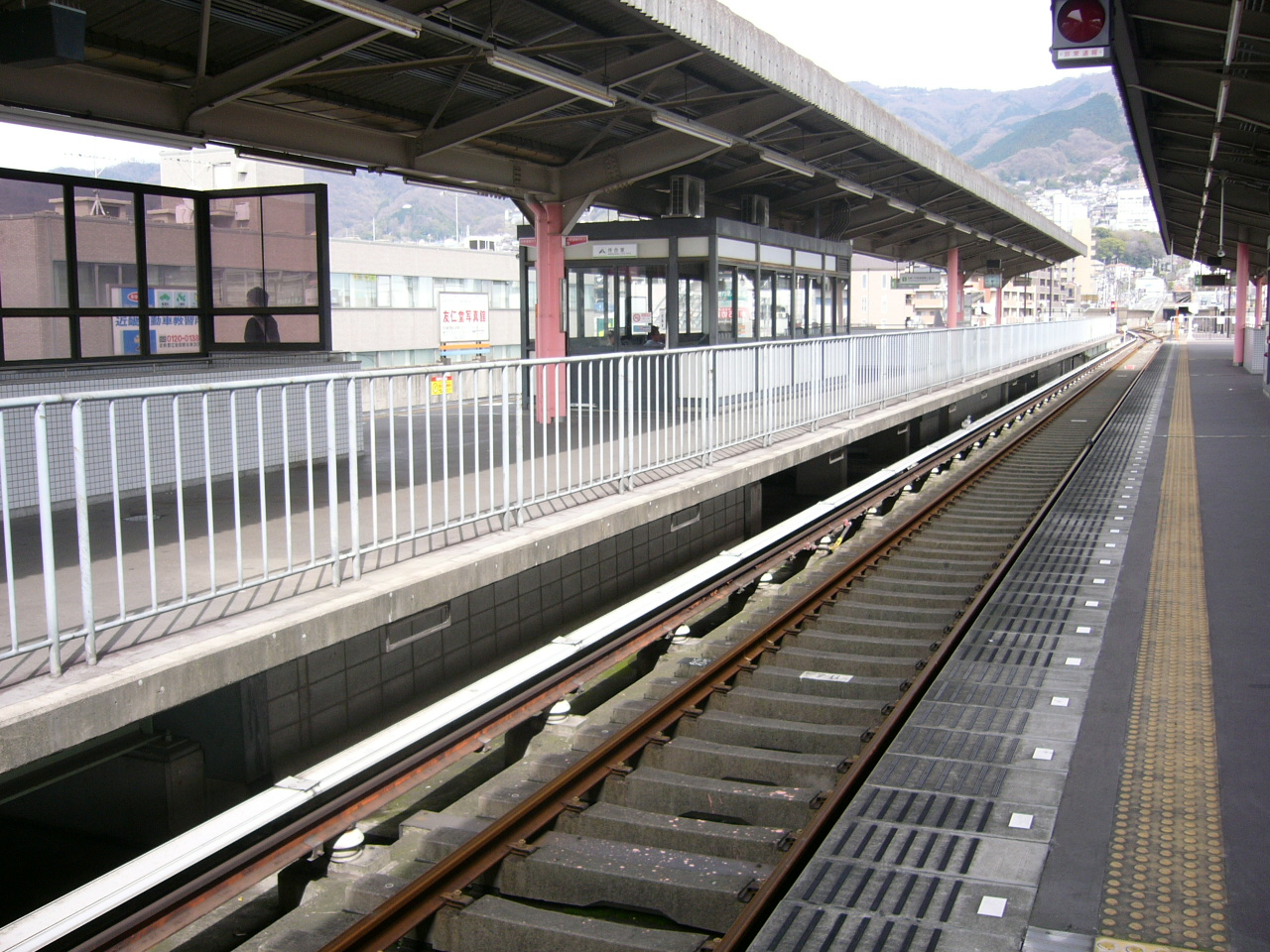
近鉄けいはんな線新石切駅。第三軌条に接するホームには柵が設置されている

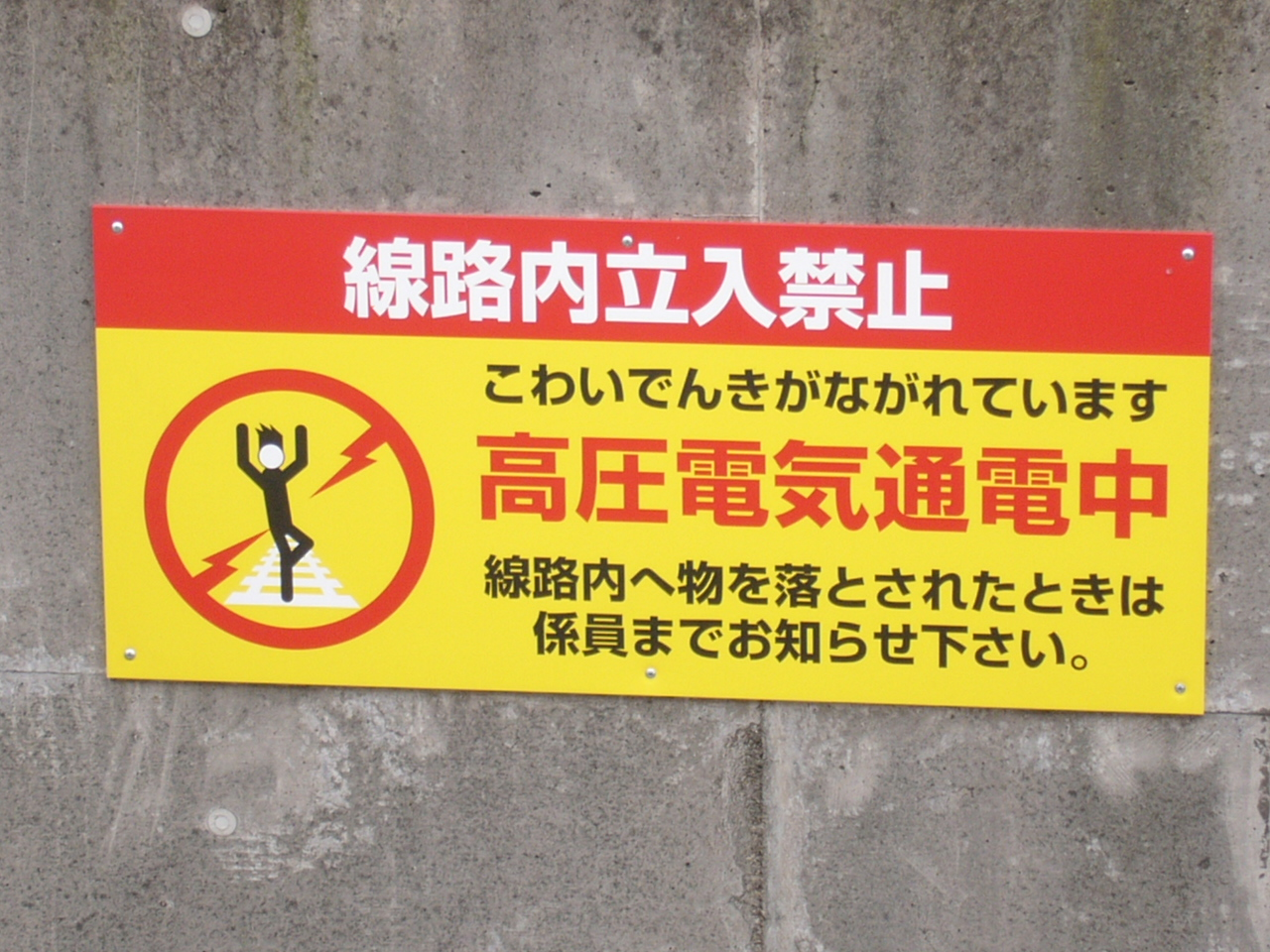
電流の流れる第三軌条に注意を喚起する標識（新石切駅）

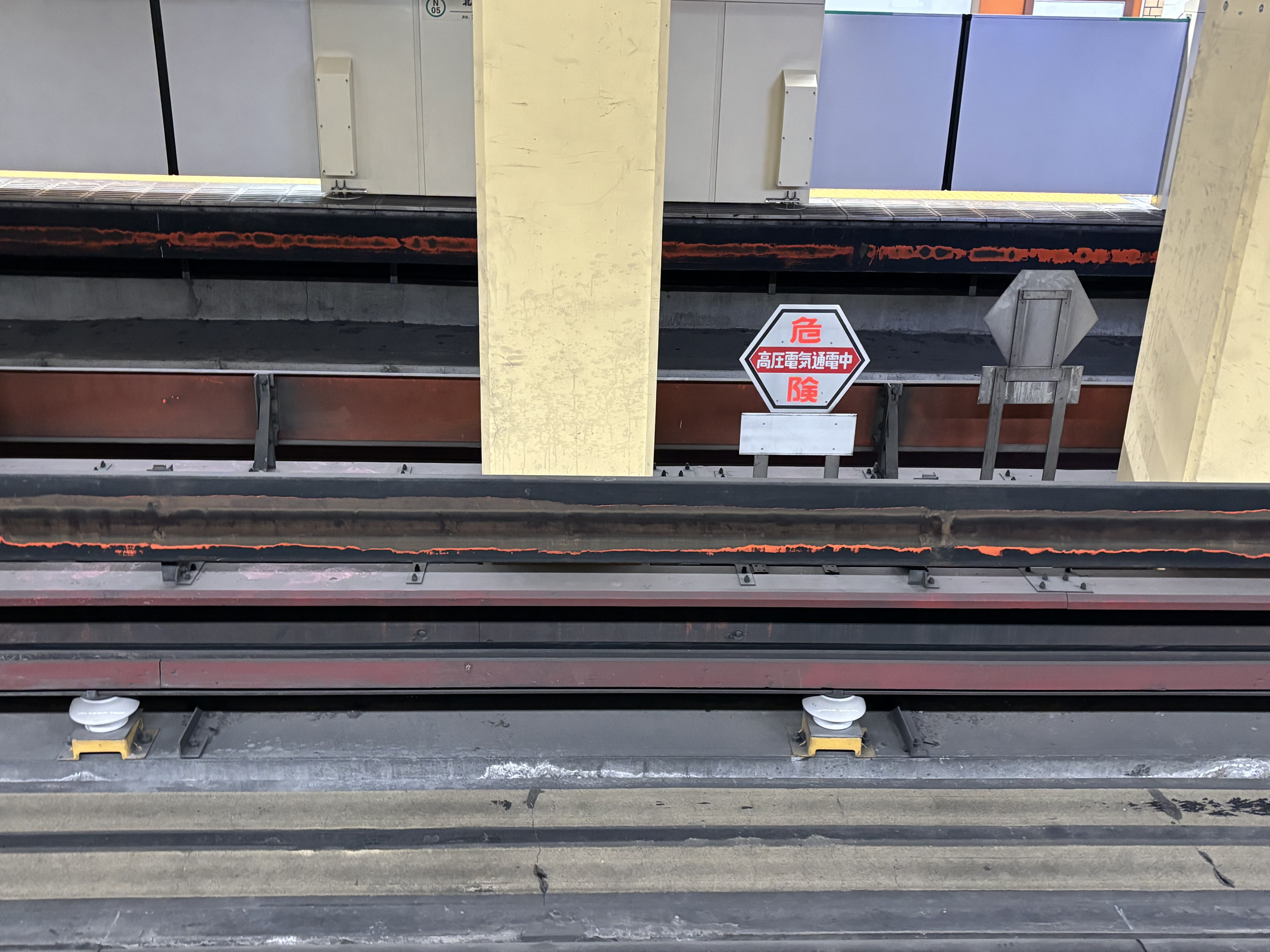
案内軌条式鉄道における第三軌条（札幌市営地下鉄南北線・北12条駅）

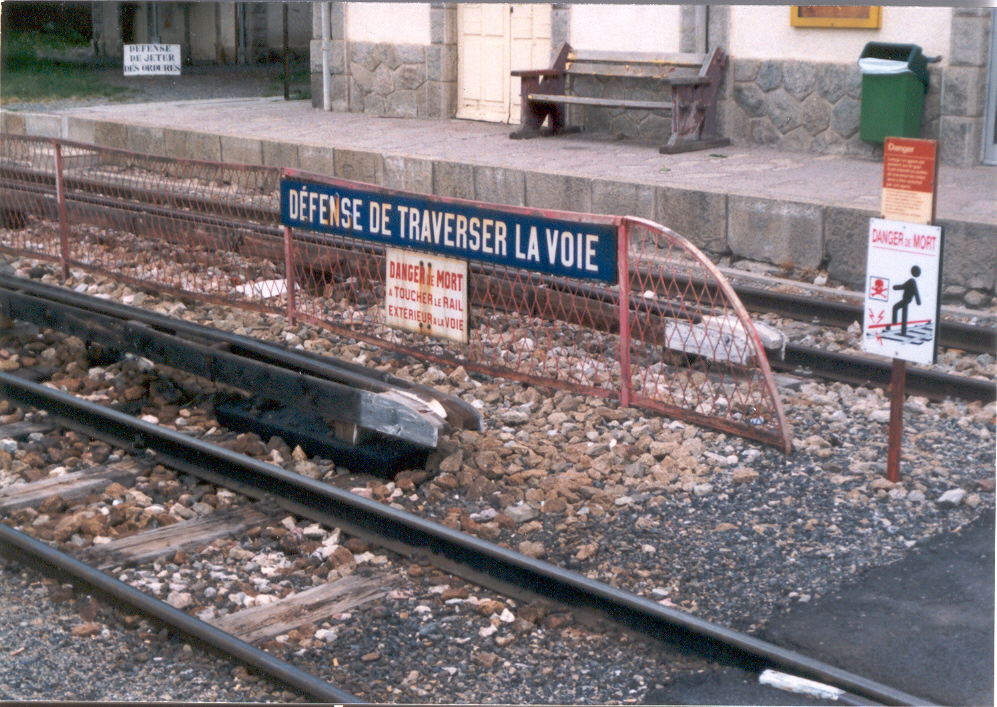
セルダーニュ線の第三軌条。電流が流れていることに注意を喚起している

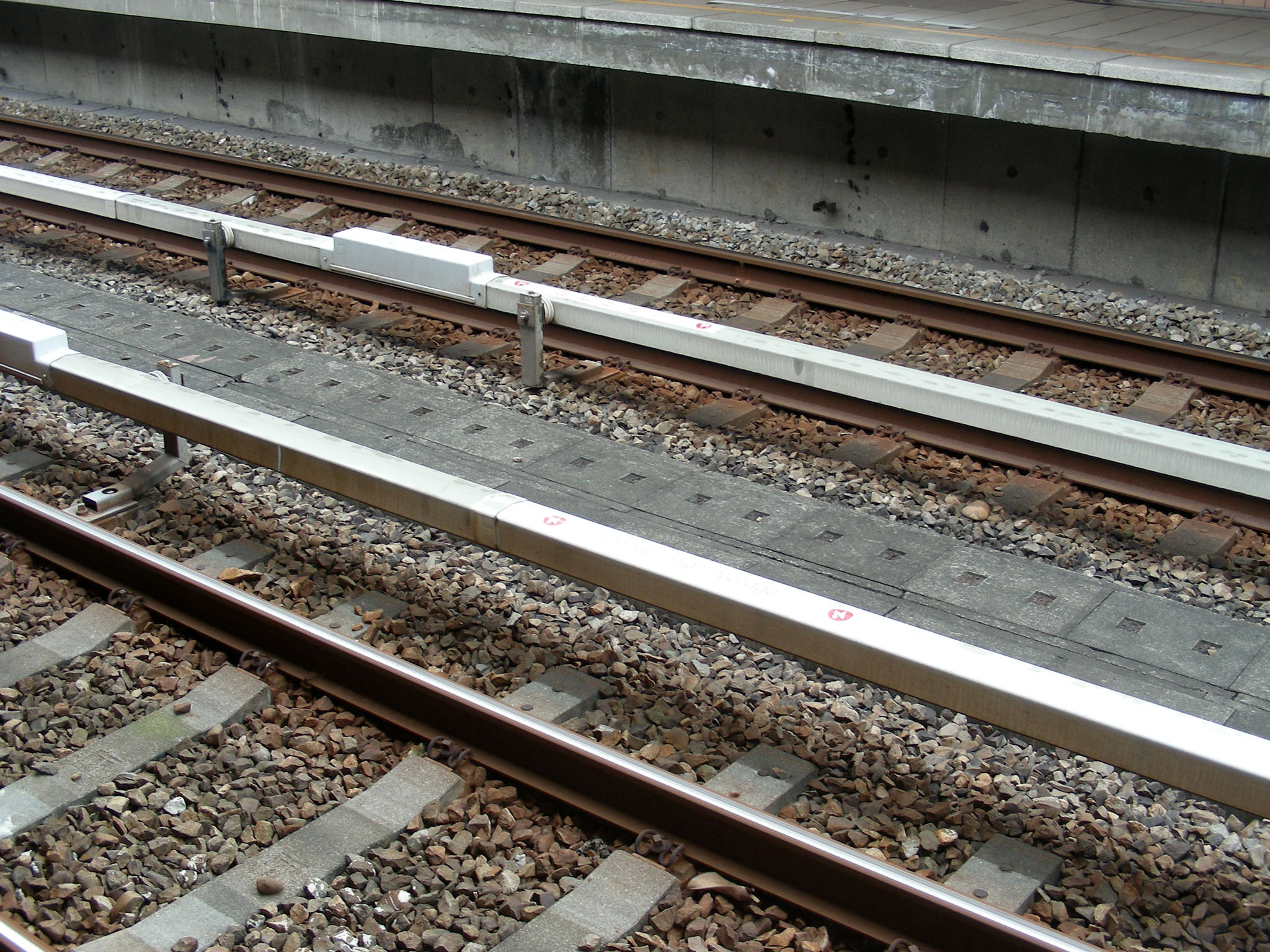
台北捷運軌道の第三軌条（淡水線）

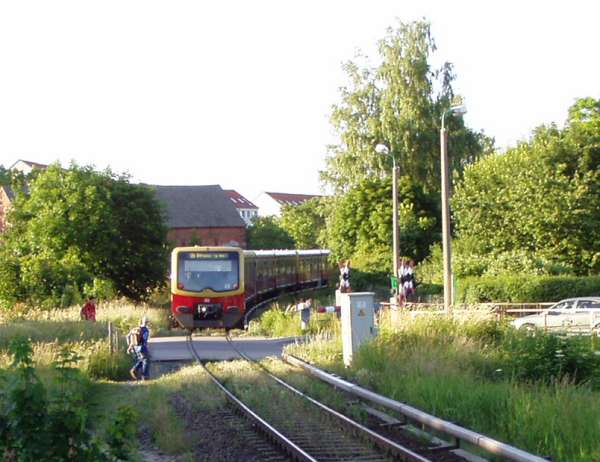
第三軌条方式電化で踏切のある例（ベルリンSバーン、シュトラウスベルク - シュトラウスベルク・ノルト間）

第三軌条方式（だいさんきじょうほうしき）は、電気鉄道の集電方式のひとつ。
法令上の名称はサードレール式である。
走行用のレールとは別に、並行して第三の給電用レール（第三軌条（サードレール））を敷設し、それを車両に取り付けた集電靴（コレクターシュー）が擦って集電する方式である。

## 特徴
架空電車線方式に比べ建設コストが低く、架線柱や架線のスペースが不要、景観を損ねないのが利点である。
反面、線路敷の低い位置に裸の給電レールを敷設するため、人の立ち入りが容易な路線や駅では感電の危険を伴ううえ、保線作業時においても短絡や感電の危険性が高いため、日本では原則として直流を用いるものは750ボルト以下、交流を用いるものは600ボルト以下の低圧で用いること、また人が立ち入る可能性の低い地下鉄道または高架専用敷鉄道に限る旨が国土交通省による省令、規則、告示で定められている。
構造的には、架空電車線と比べて硬質で柔軟性に乏しい鉄製レールを用いるため、離線や摺動騒音を生じやすく、分岐器や踏切の上では給電が途切れる欠点を有する。
また、曲線走行時には摩擦による振動や騒音が大きく、高速運転に適さないのも欠点である。近鉄けいはんな線で95 km/h運転が行われているほか、イギリスでも160 km/h運転をしている区間もあるが、一般的に200 km/h以上の高速鉄道には向かない。イギリス国内のユーロスターが架空線方式の高速新線（CTRL）に切り替えられたのも、フランス国内との速度差が大きいうえ、英仏海峡トンネルの出口で集電方式の切り換えが発生するという不都合があったからである。
1990年代前半には騒音の低減も狙うべく、日本で新幹線のような高速運転を可能とする研究も鉄道総合技術研究所で行われていたが、低電圧は高速運転に不向きで、高電圧は地表に近い位置での使用が危険であるため断念されている。
第三軌条は地上の低い位置に設置されているが、走行用レールが地表とほぼ同電位であるのに対し、第三軌条は地表に対して公称電圧に等しい電圧を有している。また、第三軌条は車両の重量を支持しないため走行用レールと同じ種類のレールを使用する必要はなく、走行用レールよりも細いものや、強度は劣るが電気抵抗の低い低炭素鋼レールが用いられている。
第三軌条は地表上低い位置に設置されるため、線路を横断する形の平面交差にあまり向かないのも欠点である。ロンドン南郊やベルリンSバーン、シカゴ・Lの郊外地上区間など、踏切のある路線も存在するが、第三軌条の特性の面から大半の路線は立体化されている。なお、日本でも東京メトロ銀座線の上野駅から分岐する上野検車区の地上部出入庫線に一般道路との踏切があるが、この踏切から線路内に人が立ち入らないように、線路側にも電車の通過時のみ開閉する遮断柵が設けられているほか、道路との交差部には第三軌条を設置していない。
日本では一部の地下鉄および、第三軌条方式の地下鉄と直通運転している路線だけに用いられているが、欧米ではロンドン近郊の旧国鉄路線など、地上の路線にも広く採用されている。フランスのピレネー山脈には、"Train Jaune"（トラン・ジョーヌ、黄色い列車）と称する、フランス国鉄（SNCF）の経営による第三軌条集電の小型電車を使用する山岳ローカル線のセルダーニュ線も存在する。
第三軌条方式は建設コストの面から、小断面のトンネルで建設しようとする場合に有利で、地下鉄などトンネル断面を小さくしたい場合に採用された。近年は地上路線との乗り入れが普及したことや、小断面のトンネルが冷房使用時の廃熱において不利になったため、剛体架線などを使用した架空電車線方式を採用する地下鉄が多く、日本の鉄輪式リニアモーターカーによる地下鉄も、全て架空電車線方式である。
駅のプラットホームや線路敷と道路が近接する場所など、係員以外の者が線路敷に立ち入る恐れのある箇所には、感電の危険性と線路内立入禁止である旨を警告表示するよう規定されている。世界的に見て使用電圧は大半の路線が直流900ボルト未満で、1,500ボルトもしくは3,000ボルトを多用する架線集電式より低い。日本では直流750ボルト以下、交流600ボルト以下と規定されている。
第三軌条は走行する列車の車体（車両限界）よりも外側に設置されるのが一般的で、レール幅を狭めて枕木などの構造物をコンパクトにできる狭軌の走行用レールを第三軌条と組み合わせる利点は小さい。台車の横幅が大きい方が第三軌条に近く、集電しやすくなる。こうした理由から、歴史的に狭軌を多く採用してきた日本でも、現在ある第三軌条方式の路線はすべて標準軌を採用している。
路面電車でも第三軌条による地表集電方式が用いられている例がある。給電用レールは細かい絶縁区間に分割され、歩行者や他の路面交通の安全のため車両の真下の部分にのみ通電されるようになっている。19世紀末に登場したものの、安全性に問題があり、すぐに姿を消したが、2003年にフランスのボルドーで再度実用化された。路面電車の第三軌条集電方式にはこのほかに地中の溝に給電用レールを敷設する地中溝（コンデュイット）方式が存在した。

## 日本で最初の採用例
1893年（明治26年）に開業したアプト式時代の信越本線横川駅 - 軽井沢駅間（通称「横軽線」）が、第三軌条方式の最初の例である。電圧は直流600ボルトで、下面接触方式であった。横軽線に多数存在するトンネルは蒸気機関車用の規格で作られており、架空電車線化するためにはトンネル断面を高さ方向に拡張する工事が必要であった。その工事費用は莫大なものとなることが予想されたため、低予算で実現可能な第三軌条方式が採用されたのである。
なお、横川駅および軽井沢駅構内は、機関車付け換え作業や貨車入換作業時の安全性を考慮して架空電車線方式を採ったため（こちらも直流600ボルト）、機関車はいずれも集電靴とパンタグラフ（初期はポール）の双方を装備したハイブリッド集電方式としていた。また、機関車がいずれもロッド駆動であったこともあり、電車とは異なり、機関車の集電靴はいずれも車端部に装備されていた。

## 上面接触と下面接触
レールの上側と下側のどちらを集電靴が擦るのかは、国によってもさまざまである。
日本では、前項で紹介した信越本線の横軽以外は、すべて上面接触である。一方、ドイツでは、ベルリンSバーンなどのように下側に接触しているものもある。

## 第四軌条方式
四軌条方式（Four rail system）はロンドン地下鉄のみで見られるもので、通常位置の第三軌条から集電した電力を、走行用レールではなく、その間に設置した第四軌条（フォースレール）に返す方式。
三相交流給電ゴムタイヤ式のモノレールでも第四軌条まで、同方式自動案内軌条式旅客輸送システムでは第五軌条まで必要になる事がある。

## 他の集電方式との併用
日本で最初に第三軌条方式を採用した信越本線では前述のように架空電車線方式と併用したハイブリッド集電の機関車としていたが、1963年（昭和38年）に架空電車線方式の新線に切り替えられ消滅したため、他の集電方式と併用して運用されている路線や両電化方式を行き来できる電気機関車や電車は現在ない。2025年日本国際博覧会に合わせ、近畿日本鉄道が同社の奈良線（架空電車線方式）とけいはんな線（第三軌条方式）、Osaka Metro中央線（第三軌条方式）を直通できる専用の特急車両を開発する構想を発表している。また、両電化方式が混在するアメリカのニューヨーク近郊のメトロノース鉄道における専用車両について、日本の鉄道車両メーカーである東急車輛製造と川崎重工業が、イギリスのロンドン近郊における専用車両については日立製作所が納入した実績がある。
日本国外では上述のメトロノース鉄道以外にも区間がいくつかあり、イギリス国鉄クラス313電車など、両方の集電方式に対応した電車や電気機関車が活躍している。
普段はディーゼル発電機によって発電した電気で走る電気式ディーゼル機関車として運用されているが、排出ガス規制のある地下のターミナル駅に乗り入れる際にはエンジンを止めて第三軌条方式（もしくは架空電車線方式）によって集電した電気によって走る電気機関車とすることで乗り入れを可能とした車両がある。
複数の電化方式に対応した高価な専用車両を用いなくとも、直通運転や効率的な運用ができるよう、同じ区間が架空電車線方式と第三軌条方式の両方の方式で電化された箇所もあり、主に大きなターミナル駅構内やその周辺に多い。

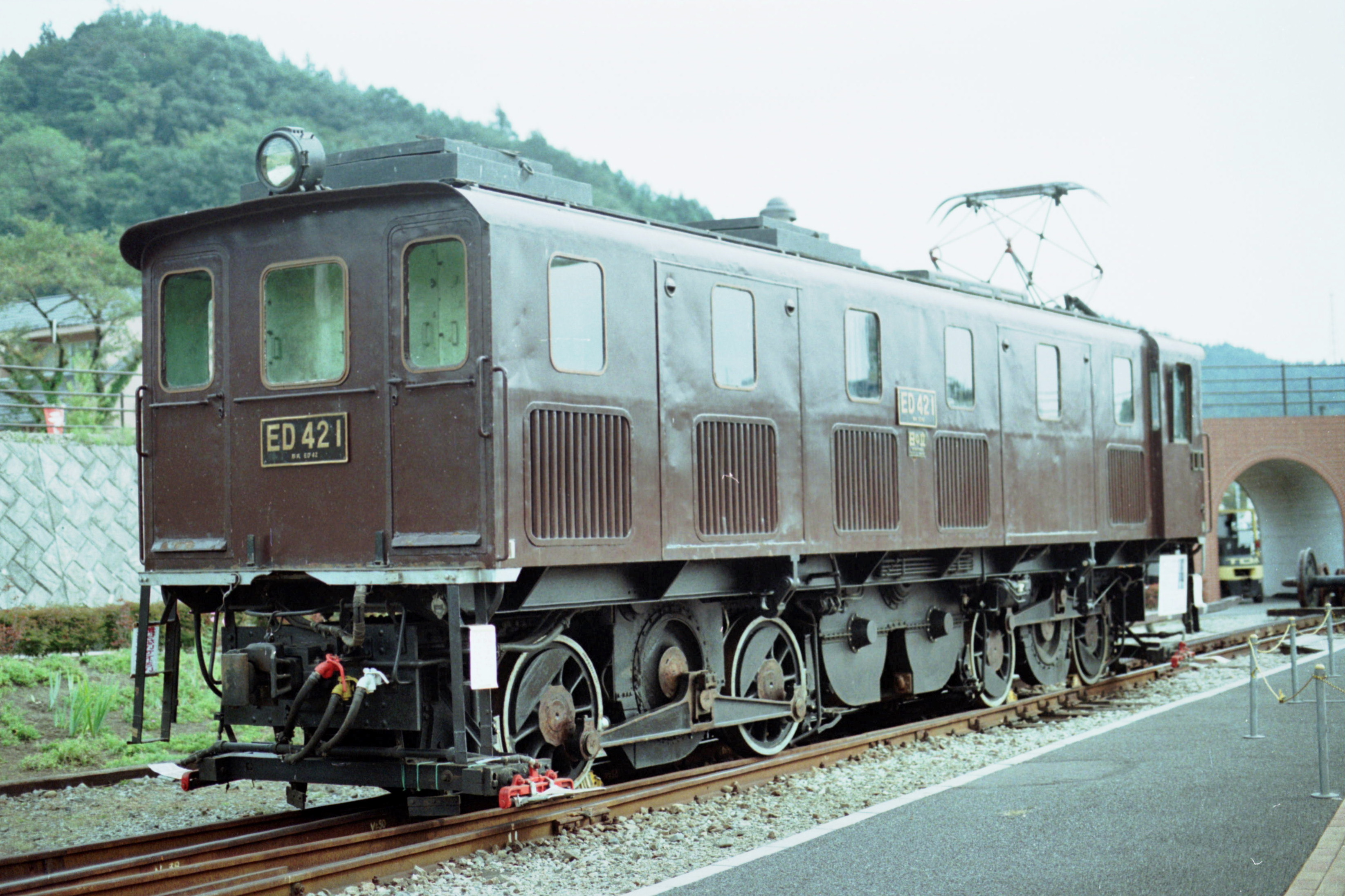
両電化方式に対応した日本国鉄ED42形
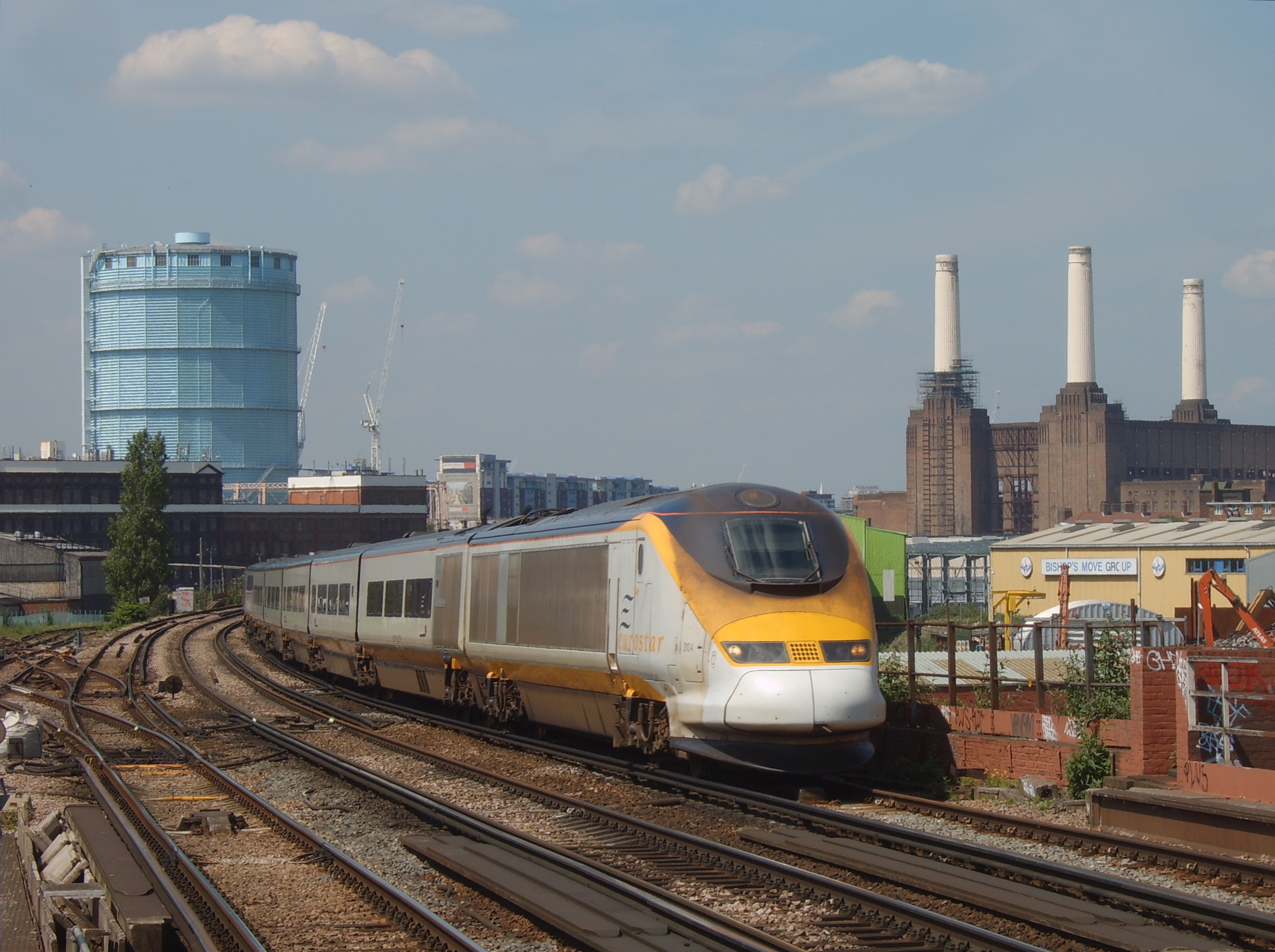
パンタグラフを畳み第三軌条方式の路線を走る高速列車ユーロスター373系電車
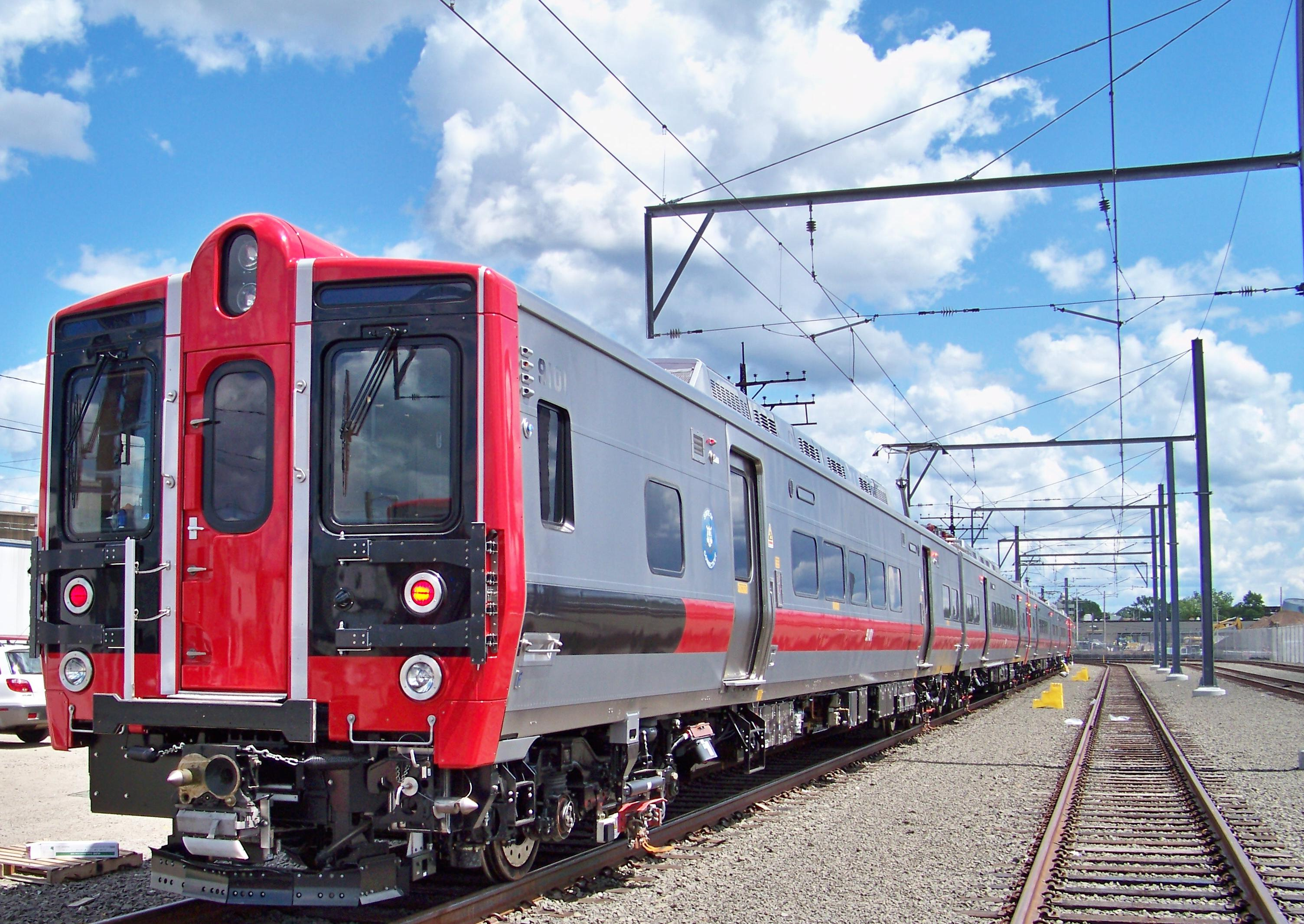
両電化方式に対応。台車に集電靴、屋根上にパンタグラフを備えるメトロノース鉄道M8形電車
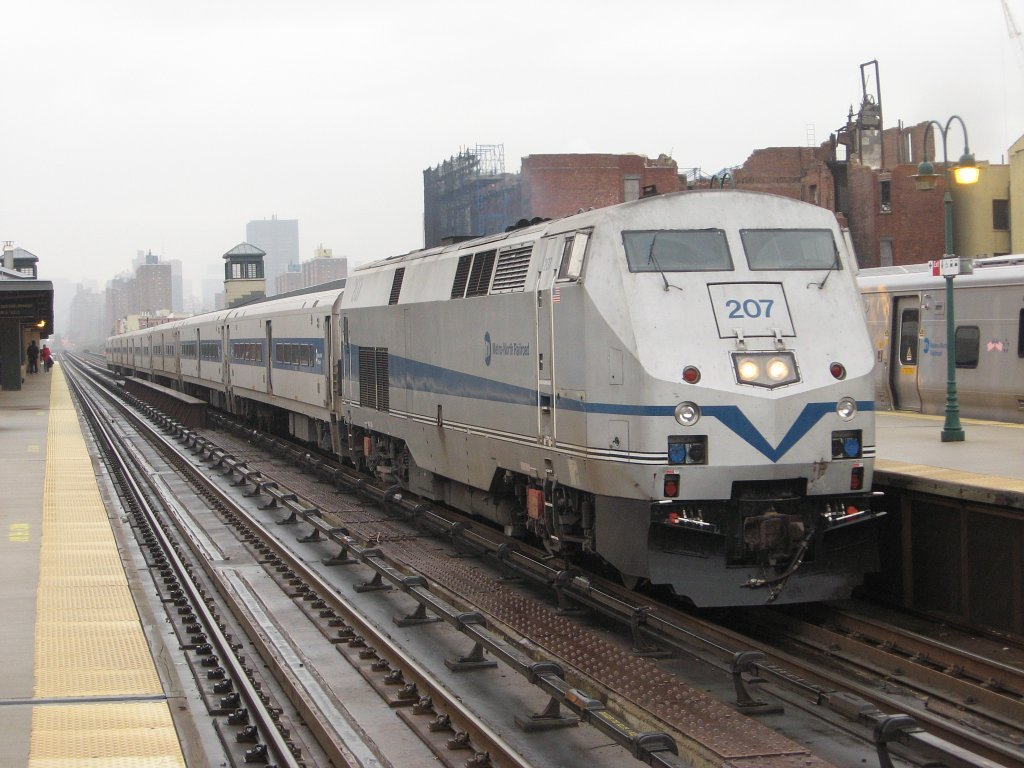
第三軌条集電による電気機関車としても運用可能なアメリカのP32AC-DM形機関車
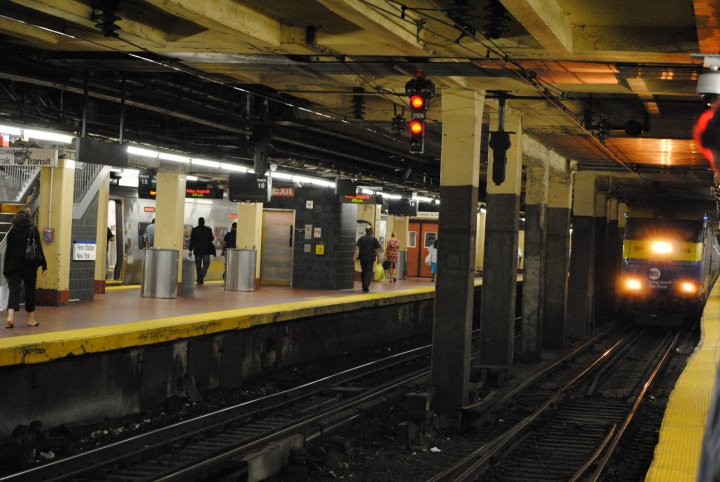
電気機関車としてニューヨークの地下駅に乗り入れたロングアイランド鉄道のディーゼル機関車
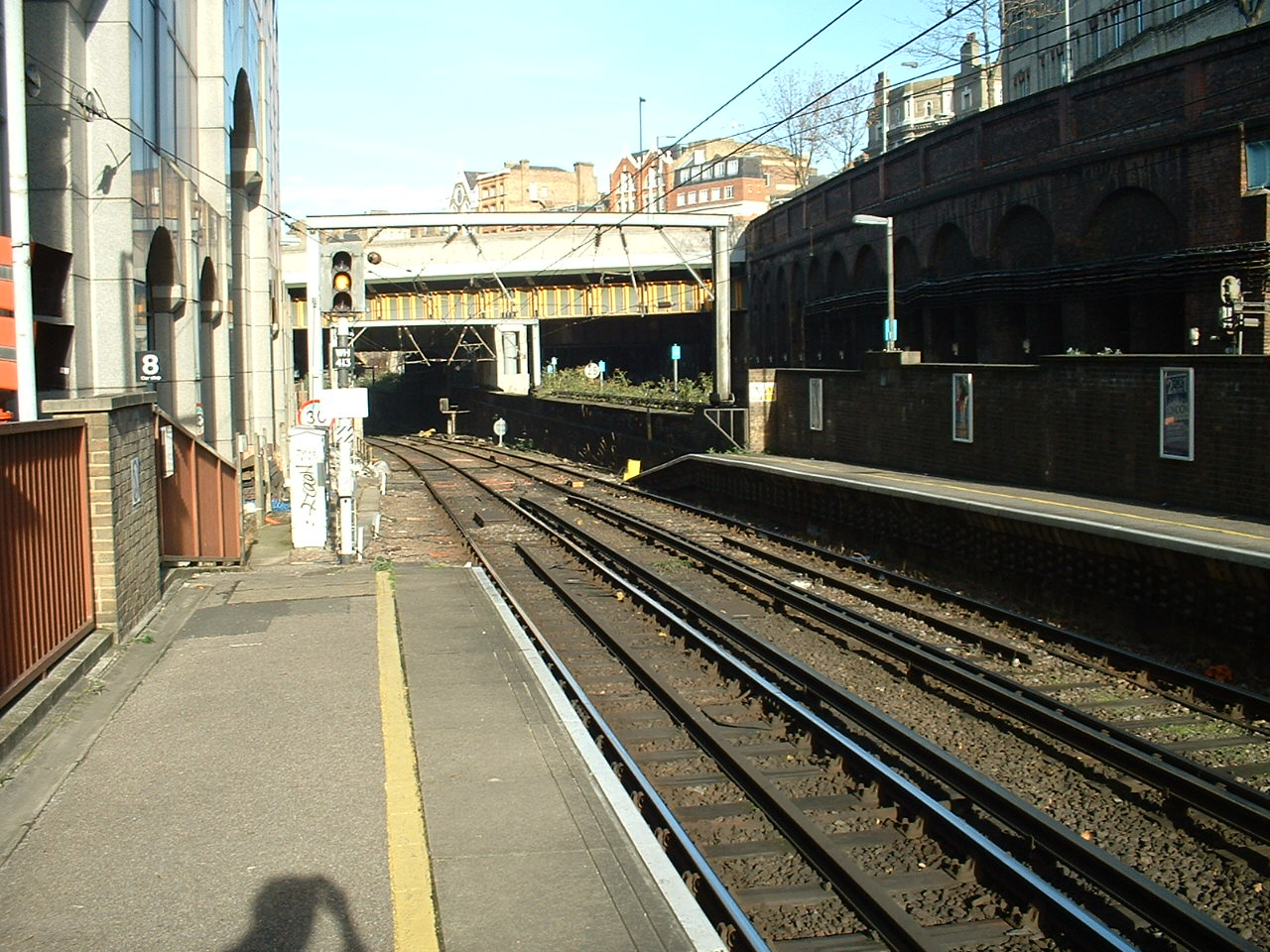
両方の方式で電化されたイギリスのファリンドン駅構内

## 第三軌条方式の採用例

### アジア
- 日本

  - 札幌市交通局（南北線）：直流750V　ゴムタイヤ式
  - 東京地下鉄（銀座線・丸ノ内線）：直流600V（750Vに昇圧予定[4]）
  - 横浜市交通局（ブルーライン（1号線・3号線））：直流750V
  - 名古屋市交通局（東山線・名城線・名港線）：直流600V
  - 大阪市高速電気軌道（御堂筋線・谷町線・四つ橋線・中央線・千日前線）：直流750V
  - 近畿日本鉄道（けいはんな線）：直流750V
  - 北大阪急行電鉄（南北線）：直流750V
- 大韓民国
  - 釜山-金海軽電鉄：直流750V
  - 龍仁軽電鉄：直流750V
  - 仁川交通公社（2号線）：直流750V
  - ソウル軽電鉄牛耳新設線：直流750V
  - 金浦都市鉄道：直流750V
  - 議政府軽電鉄：直流750V
- 朝鮮民主主義人民共和国
  - 平壌地下鉄（千里馬線、革新線）：直流825V
- 中華人民共和国
  - 北京地下鉄（1・2・4・5・8・9・10・13・15号線・八通線・大興線・亦荘線・昌平線・房山線・首都機場線）：直流750V、機場線は鉄輪式リニアモーターカー
  - 北京地下鉄7号線：直流1,500V
  - 天津地下鉄（1・2・3号線）：直流750V
  - 上海軌道交通（16・17号線）：直流1,500V
  - 広州地下鉄（4・5・6・14・21号線）：直流1,500V、鉄輪式リニアモーターカー
  - 武漢地下鉄（1・2号線）：直流750V
  - 深圳地下鉄（3号線）：直流1,500V
  - 青島地下鉄：直流1,500V
  - 昆明軌道交通：直流750V
  - 無錫地下鉄：直流1,500V
- 中華民国（台湾）
  - 台北捷運：直流750V
  - 高雄捷運：直流750V
  - 桃園捷運：直流750V
  - 台中捷運：直流750V
- インドネシア
  - パレンバンLRT：直流750V
  - ジャカルタLRT：直流750V
- タイ
  - バンコク・メトロ：直流750V
  - バンコク・スカイトレイン（バンコク大量輸送システム）：直流750V
- マレーシア
  - ラピドKL（アンパン線、クラナ・ジャヤ線）：直流750V、クラナ・ジャヤ線は鉄輪式リニアモーターカー
  - MRT（スンガイ・ブロー-カジャン線）：直流750V
- シンガポール
  - シンガポール地下鉄（SMRT）：直流750V
- インド
  - コルカタ地下鉄（メトロ鉄道） 直流750V
- イラン
  - テヘラン・メトロ（テヘラン都市地下鉄道）：直流750V
- トルコ
  - アンカラ地下鉄：直流750V
  - イスタンブール地下鉄（イスタンブール交通）：直流750V
  - イズミル地下鉄：直流750V

### ヨーロッパ
- オーストリア
  - ウィーン地下鉄（ウィーン路線網 6号線を除く）：直流750V
- ベルギー
  - ブリュッセル地下鉄：直流900V
- ブルガリア
  - ソフィア地下鉄：直流825V
- チェコ
  - プラハ地下鉄：直流750V
- デンマーク
  - コペンハーゲン地下鉄：直流750V
- フィンランド
  - ヘルシンキ地下鉄：直流750V
- フランス
  - SNCFセルダーニュ線（トラン・ジョーヌ）
  - SNCFコル・デ・モンテ線（モンブラン・エクスプレス）：リゾート地・シャモニーへ至る狭軌（メーターゲージ）線。スイスの私鉄・マルティニ・シャトラール鉄道（TMR）と直通運転している。コル・デ・モンテ線は第三軌条だが、TMRは架線集電であり、直通列車「モンブラン・エクスプレス」は集電靴・パンタグラフの両方を備えている。
  - SNCFモーリエンヌ線：イタリアとの国境モーリエンヌ峠のフランス側、シャンベリー・シャルレゾー駅とモダーヌ駅（フランス語版）の間はかつては直流750V・第三軌条で電化されており、集電靴を装備したモーリエンヌ線仕様のCC6500形電気機関車が専用で使用されていた。同区間はフランスとイタリアを結ぶ幹線ルートで、のちに直流1,500V・架線集電式に変更されており、TGV、アルテシアなどが運行されている。
  - SNCFパリ近郊路線：パリ近郊路線はかつては第三軌条電化線も少なくなかった。サン・ラザール駅発着の近郊路線は1970年代まで第三軌条電化であった。また、オルセー駅開業当時、地下トンネルでは蒸気機関車が運行不可能なため、オルセー駅 - オステルリッツ駅間は第三軌条で電化されており、専用の電気機関車で連絡されていた。その後サン・ラザール駅発着路線は交流25,000V架線集電式、オルセー駅 - オステルリッツ駅間は直流1,500Vの架線集電式にそれぞれ変更されている。
  - パリ地下鉄（メトロ）：直流750V。鉄輪式・ゴムタイヤ式問わず。
  - リヨン地下鉄（メトロ）A・B・D線：直流750V。ゴムタイヤ式。
  - マルセイユ地下鉄（メトロ）：直流750V。ゴムタイヤ式。
  - ボルドーのトラム（路面電車）：直流750V。地表集電方式。
- ドイツ
  - ベルリンSバーン：直流750V
  - ハンブルクSバーン：直流1,200V
  - ベルリン地下鉄（ベルリン市交通局）：直流750V
  - ニュルンベルク地下鉄（ニュルンベルク交通）：直流750V
  - ミュンヘン地下鉄（ミュンヘン都市事業公社交通部）：直流750V
  - ハンブルク地下鉄（ハンブルク高架鉄道）：直流750V
- ギリシャ
  - アテネ地下鉄（アテネ・ピレアス電気鉄道）：直流750V
  - アテネ地下鉄（ATTIKO Metro）：直流750V
- イタリア
  - ミラノ地下鉄 M1線：直流750V
- オランダ
  - アムステルダム地下鉄：直流750V。一部路線、直流600V架線集電式のLRTに乗り入れ
  - ロッテルダム地下鉄：直流750V。一部区間、直流750V架線集電式
- ノルウェー
  - オスロ地下鉄 2・4・5号線：直流750V
- ハンガリー
  - ブダペスト地下鉄 2・3号線：直流750V
- ポルトガル
  - リスボン地下鉄：直流750V
- ポーランド
  - ワルシャワ地下鉄：直流750V
- ルーマニア
  - ブカレスト地下鉄：直流750V
- イギリス
  - ロンドンの近郊路線（主に南郊方面）
  - ロンドン地下鉄：四軌条方式・直流630V
  - ドックランズ・ライト・レイルウェイ：直流750V
  - リヴァプール地下鉄：直流750V
  - グラスゴー地下鉄：直流600V
  - ヴォルクの電気鉄道：直流110V 1883年に開業した現存する最古の電気鉄道路線
- スウェーデン
  - ストックホルム地下鉄：直流650V・直流750V

### CIS諸国
- ロシア
  - モスクワ地下鉄：直流825V
  - サンクトペテルブルク地下鉄：直流825V
  - ノボシビルスク地下鉄：直流825V
  - エカテリンブルク地下鉄：直流825V
  - サマーラ地下鉄：直流825V
  - ニジニ・ノヴゴロド地下鉄：直流825V
  - カザン地下鉄：直流825V
- ウクライナ
  - キーウ地下鉄：直流825V
  - ハルキウ地下鉄：直流750V
  - ドニプロペトロウシク地下鉄：直流825V
- ベラルーシ
  - ミンスク地下鉄：直流825V
- ウズベキスタン
  - タシュケント地下鉄：直流825V
- アゼルバイジャン
  - バクー地下鉄：直流825V
- アルメニア
  - エレバン地下鉄：直流825V
- ジョージア
  - トビリシ地下鉄：直流825V

### 北アメリカ
- アメリカ合衆国
  - メトロポリタン・トランスポーテーション・オーソリティ（MTA）
    - ニューヨーク市地下鉄（MTA傘下のニューヨーク市都市交通局）：直流625V
    - スタテンアイランド鉄道
    - メトロノース鉄道の電化区間（ニューヘイブン線の大部分を除く）：直流800V
    - ロングアイランド鉄道の電化区間
    - エアトレインJFK

  - パストレイン（ニューヨーク・ニュージャージー港湾公社）
  - ワシントンメトロ（ワシントン首都圏交通局）：直流750V
  - ボルティモア地下鉄：直流700V
  - MBTA（グリーンラインとブルーラインの一部を除く）：直流600V
  - SEPTA（フィラデルフィア）の地下鉄（ブルーライン・オレンジライン）・ライトレール「ノリスタウン高速線（英語版）」：直流625V
    - PATCO（ペンシルベニア・ニュージャージー州）

  - シカゴ・L：直流600V
  - アトランタ・マルタ：直流750V
  - BART（サンフランシスコ・ベイエリアの都市高速鉄道）：直流1,000V
  - ロサンゼルス地下鉄B・D：直流750V
  - アムトラック都市部地下線区間の一部（煤煙防止のため電気式ディーゼル機関車などが集電して走る）
  - マイアミメトロレイル（Miami-Dade Metrorail）
  - デトロイトピープルムーバ（Detroit People Mover）
- プエルトリコ（アメリカ合衆国自治領）
  - トレンアーバノ：直流750V
- カナダ
  - モントリオール地下鉄：直流750V
  - トロント地下鉄：直流600V
  - バンクーバー・スカイトレイン：直流600V（リニアーモーター式、カナダ・ラインは直流750Vで駆動方式が異なる）
- メキシコ
  - メキシコシティ地下鉄（A線を除く）：直流750V

### 南アメリカ
- ベネズエラ
  - カラカス地下鉄全路線：直流750V
- ブラジル
  - リオデジャネイロ地下鉄全路線：直流750V
  - サンパウロ地下鉄（5号線を除く)：直流750V
  - メトロ・デ・ブラジリア全路線：直流750V
- アルゼンチン
  - ブエノスアイレス地下鉄B線：直流600V（架空電車線方式併用）
  - ブエノスアイレス近郊電車・ミトレ線：直流600V/800V
  - ブエノスアイレス近郊電車・サルミエント線：直流600V/800V
  - ブエノスアイレス近郊電車・ウルキサ線：直流600V
- チリ
  - サンティアゴ地下鉄全路線 : 直流750V

### ポリネシア
- アメリカ合衆国ハワイ州
  - スカイライン：直流750V

## 非電化区間との違い
両者は景観上は大きな違いはないが、第三軌条方式の場合は軌道内に立ち入ると感電する可能性が非常に高いために、安全対策面では経費が掛かる。